# Daiting
Daiting es un municipio situado en el distrito de Danubio-Ries, en el estado federado de Baviera (Alemania), con una población a finales de 2016 de unos 758 habitantes.
Se encuentra ubicado al oeste del estado, en la región de Suabia, cerca de la frontera con el estado de Baden-Wurtemberg y de la orilla del río Danubio.

## Descubrimiento paleontológico

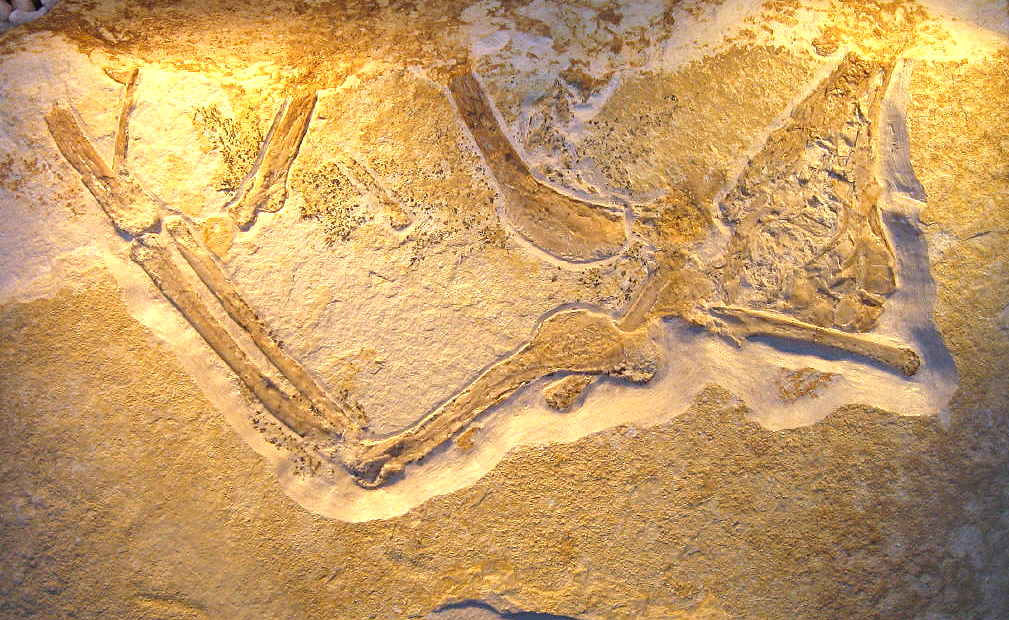
Ejemplar de Daiting

A finales de la década de 1980 se descubrió en Daiting un octavo y fragmentario fósil de Archaeopteryx, en sedimentos algo más recientes que los de otros hallazgos conocidos. Por este motivo, se le conoce como el "Ejemplar de Daiting". Desde 1996, solo se conocía una réplica del fósil, que fue exhibida brevemente en el Museo de Historia Natural de Bamberg. Durante años estuvo en paradero desconocido, motivo por el cual se le apodó el "fantasma". En 2009, fue adquirido por el paleontólogo Raimund Albertsdörfer y exhibido por primera vez junto a otros seis fósiles originales de Archaeopteryx en la Feria de Minerales de Múnich, en octubre de ese mismo año.
Un primer análisis científico sugiere que este ejemplar podría representar una nueva especie de Archaeopteryx. Fue hallado en una capa de caliza que data de unos cientos de miles de años después que los demás ejemplares conocidos. 
La cantera en la que se encontró el fósil fue posteriormente rellenada. Actualmente, el terreno pertenece al municipio de Daiting, que no dispone de los recursos financieros necesarios para llevar a cabo investigaciones. Aunque se han recibido muestras de interés por parte de terceros, el municipio aún no ha decidido si venderá la propiedad a manos privadas.